# Château de Malgrate
Le château de Malgrate (en italien : Castello di Malgrate), est une ancienne fortification médiévale située dans le hameau de Malgrate, une frazione de la commune de  Villafranca in Lunigiana, dans la province de Massa-Carrara en Toscane,.
Il est situé sur une colline dominant la vallée de la Bagnone, un affluent du fleuve Magra, dans la région historique de la Lunigiana. Il a appartenu à l'une des branches de la Malaspina dello Spino Fiorito.

## Historique
Le château a été mentionné pour la première fois dans un document en 1351, l'année de la division bien connue entre les cinq fils du marquis de Filattiera,  Niccolò I Malaspina, mais il est néanmoins certain que des structures fortifiées d'une certaine importance existaient déjà au XIIe siècle.
Le fief de Niccolò I Malaspina comprenait les terres fortifiées de Malgrate et Filetto, les hameaux de Cunale et Casola et les quatre villages d'Orturano, Irola, Mocrone et Gragnana. Parmi les fils du marquis, le district de Malgrate fut confié aux quatre enfants de Bernabò Malaspina et c'est à cette époque que la construction du château ainsi que le développement du village apparurent nécessaires. Les descendants de Bernabò ont détenu cette domination pendant deux siècles et demi et ont alterné des moments de calme avec des événements turbulents déterminés notamment par l'avidité des États de Florence et de Milan pour la suprématie en Lunigiana.
Ces conflits rendirent difficile la survie de l'autonomie politique de la dynastie Bernabò et provoquèrent des soucis, des conflits avec les sujets, des disputes avec les seigneurs féodaux voisins et des invasions. Les plus grandes tensions se produisent au XVe siècle : lors des guerres entre le duc de Milan Philippe Marie Visconti et la république de Florence, déjà alliée de Bernabò, cette dernière trahit la République florentine en faveur de Milan, qui avec l'aide de la population rebelle contre le marquisat, occupe le château pendant trois ans. Avec la Paix de Ferrare en 1433 et après un acte de soumission envers la république, les Malaspina reprennent possession de leur fief. Ce fait provoqua le ressentiment de Philippe de Milan, à tel point qu'en 1445 il fit attaquer le château par ses troupes et détruire les fortifications.
En 1615, César II, lourdement endetté et sans fils, vendit le fief à la Chambre Ducale de Milan qui, après l'avoir détenu pendant vingt-six ans et ayant besoin d'argent, le revendit en 1641 à la noble famille Ariberti de Crémone. Elle gouverna avec justice et libéralité et, à la suite d'une révision de la structure, conduisit à la transformation définitive de la forteresse militaire en résidence bourgeoise.
Après l'extinction de la famille Ariberti, Malgrate passa aux Freganeschi de Milan en 1745, rejoints par les femmes des Ariberti, qui conservèrent leur domination jusqu'à la Révolution française. Au XIXe siècle, démantelé et dépouillé de ses atouts, le château est presque entièrement ruiné.
Aujourd'hui, le château de Malgrate, acquis comme bien de l'État, a été entièrement consolidé et restauré grâce aux Fonds structurels de l'Union européenne et aux fonds du Projet Spécial Castelli della Lunigiana.

## Description
L'ensemble présente les caractéristiques d'une forteresse médiévale classique avec une tour propice à la défense, un donjon central et une courtine garnie de créneaux et d'un chemin de ronde. L'entrée du château est précédée de douves et un petit pont remplace un ancien pont-levis.
Les murs trapézoïdaux datent de l'époque post-médiévale et sont traversés sur tout leur périmètre par des passages pour les gardes et des contreforts avec des arcs. Les murailles entourent le noyau médiéval de forme rectangulaire.
La tour, datant probablement du XIIe siècle, mesure plus de 25 m de haut et est située du côté ouest du château. De forme circulaire et flanquée d'une construction fortifiée de plan rectangulaire, elle est dotée de six salles voûtées superposées reliées par des trappes par des escaliers escamotables, avec la saillie supérieure sur des encorbellements en pierre.
A côté de la tour se trouvent les restes d'un donjon central, résidence du seigneur féodal, probablement sur trois étages et avec une cour intérieure. Les grandes meurtrières adaptées à l'usage d'armes de jet comme les arcs et les arbalètes datent du XVe siècle. La porte d'accès au village créée par Giuseppe Malaspina en 1566 est soudée au côté oriental des murs du château.

## Galerie

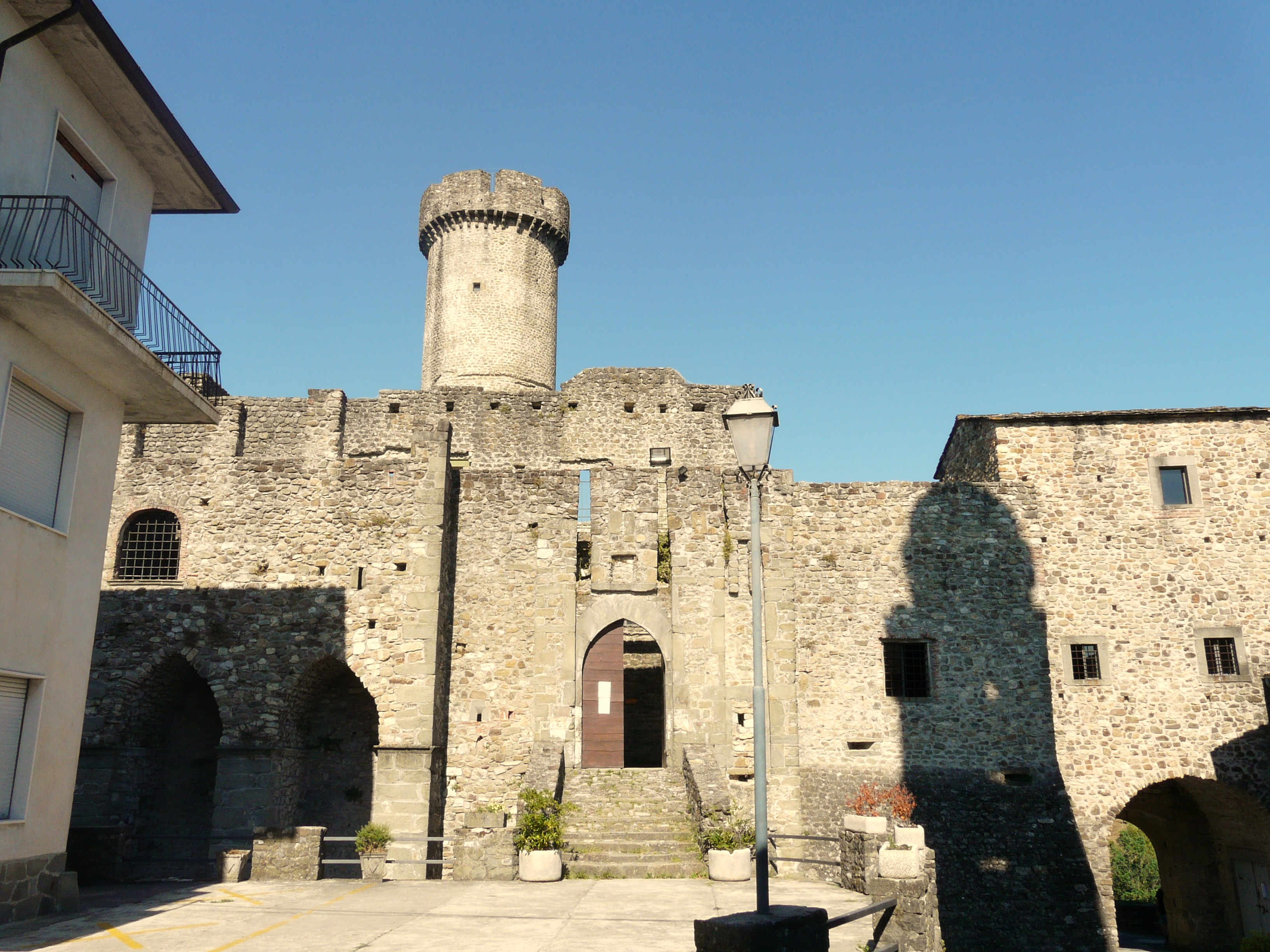
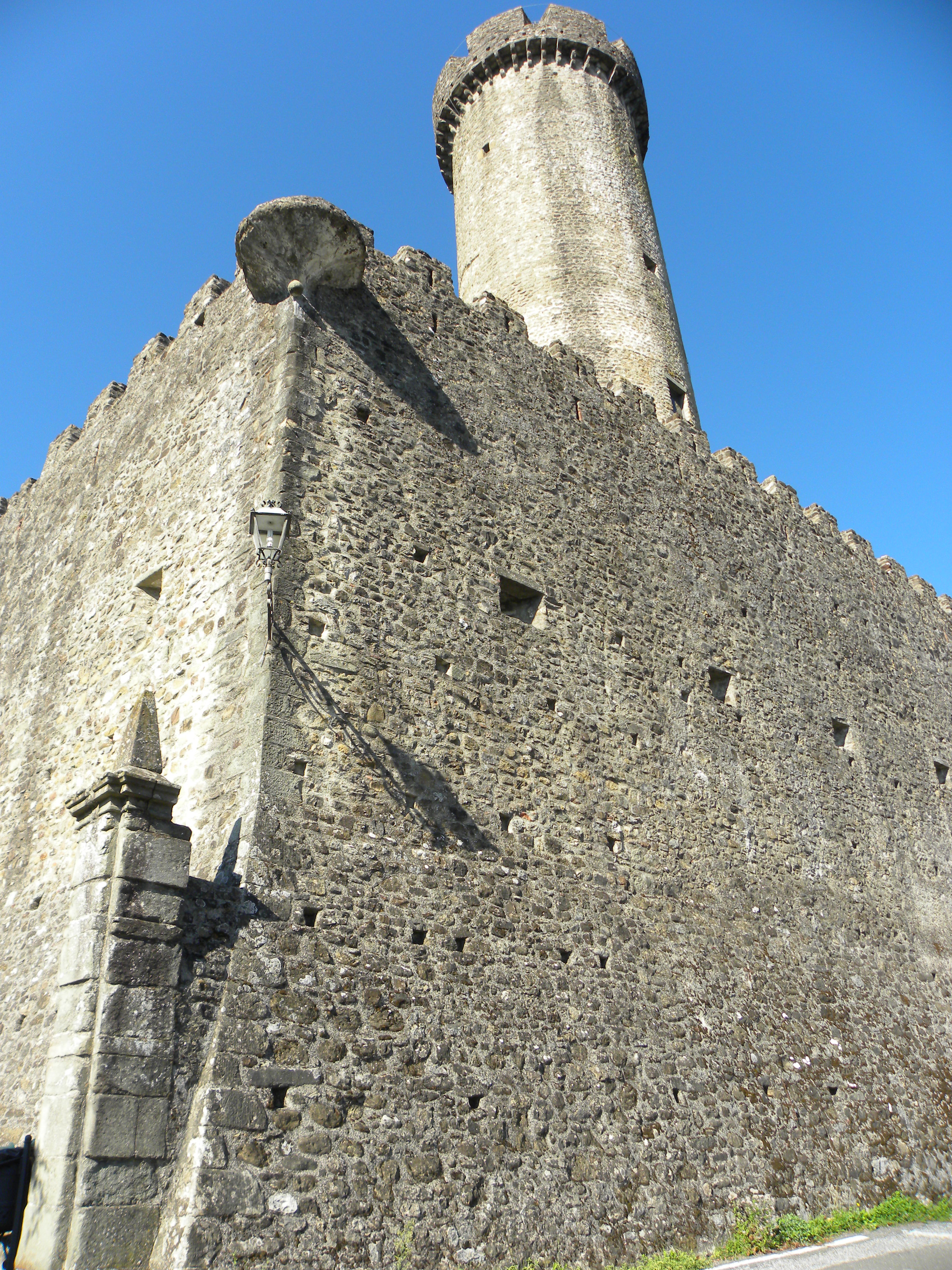
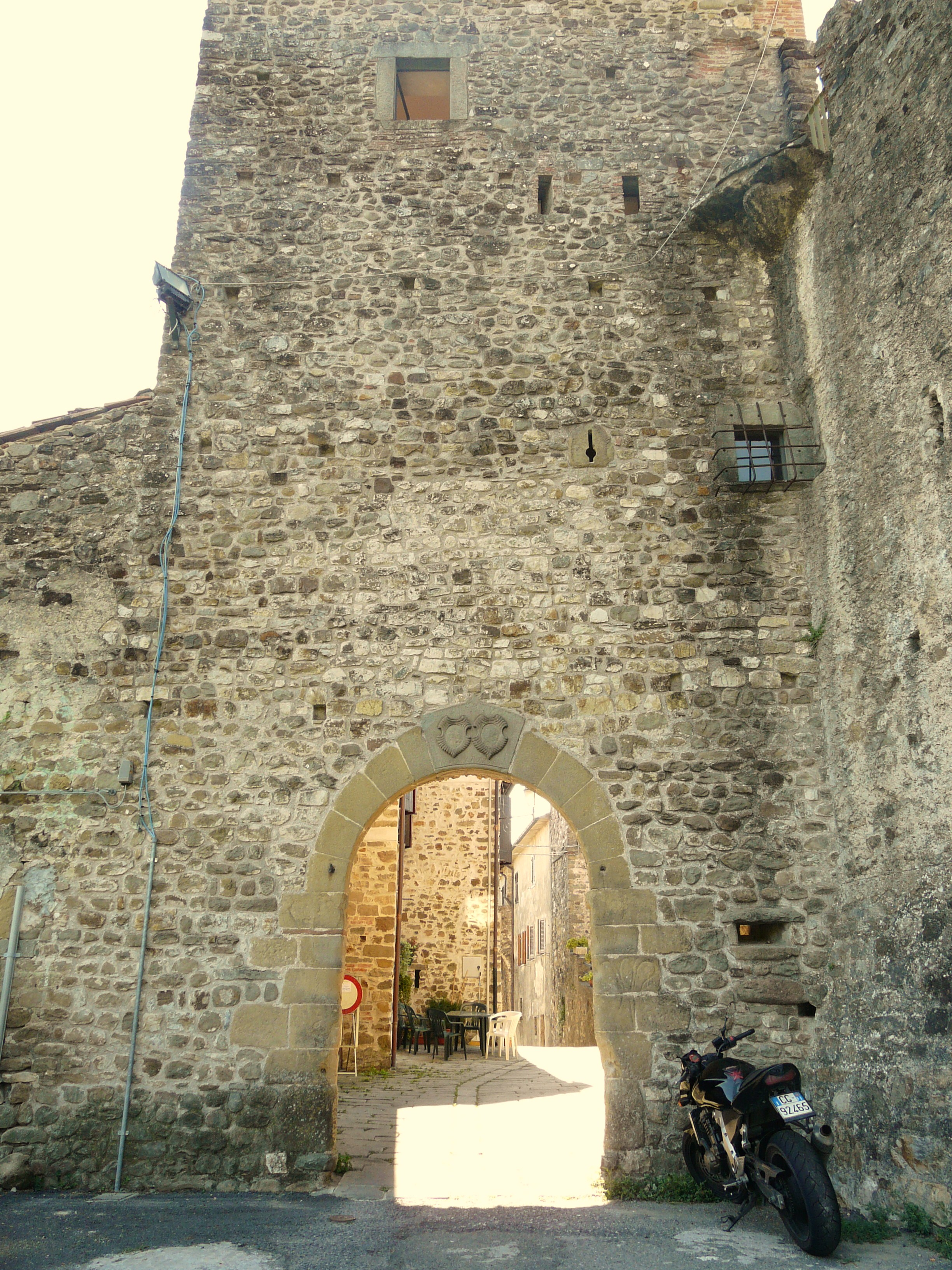